# Sin Rumbo
Sin Rumbo és un grup de música espanyol que s'enquadra dins d'un estil pop rock. Es va crear a l'estiu de l'any 2003. És una banda madrilenya formada per quatre joves amics que tot just tenen vint anys: Sergio és el cantant i baix, Víctor i Pablo són guitarristes, i Jaime el bateria. El 22 d'abril de 2008 es va posar a la venda el seu primer treball d'estudi titulat "Hablamos después".
Creat per Dani Martín i David Otero de El Canto del Loco amb el segell discogràfic El Manicomio Records, i distribuït per Sony BMG.
"Hablamos después" són onze temes que emmarquen al grup dintre del denominat power-pop, i que han estat produïdes per Nigel Walker (El Canto del Loco, Pereza, Los Rodríguez, Antonio Vega, La Oreja de Van Gogh, Hombres G, Coti, M-Clan, Sexy Sadie…).

## Història

### Inicis
Tot va començar quan Sergio i Víctor van començar a assajar a l'estiu de 2003. Després de la incorporació de Pablo, aviat van començar els concerts en instituts i locals d'amics, fins que Sin Rumbo va començar a assajar amb fermesa a la fi de 2004, quan Sergio, Víctor i Pablo tot just havien complert 14 anys. A l'estiu de 2005 ja havien gravat la seva primera maqueta casolana amb sis cançons i van participar en un concurs de bandes de rock a Colmenar Viejo (Madrid). El gener de 2006, amb el batxillerat a coll, van donar el seu primer concert en una sala madrilenya. Eren els primers passos d'un grup que sorprèn per la seva claredat d'idees i la seva consistència. Feien cançons i versions de El Canto del Loco, Pereza, Los Piratas, La Habitación Roja, Platero y Tú… A l'abril de 2006 va arribar una altra maqueta amb el títol "Otra Realidad". Tenia sis cançons: Seré feliz, Las chicas tristes vuelven a Madrid, Gigante brutal, Aquella calle, A mi alrededor i Éxtasis.
En aquella època la banda va conèixer a Jaime, que poc després es faria càrrec de les baquetes. I el primer bateria del grup, Eduardo, no podia seguir perquè marxava a estudiar als Estats Units i van contactar amb l'acadèmia de Pepe Sánchez (mític bateria espanyol), on estudiava en Jaime. La banda es va convertir en una pinya i a l'estiu de 2006 els quatre van decidir mirar d'enfront del rock and roll de manera definitiva. I el nom?
"Es Sin Rumbo porque nada de lo que sale lo esperamos. Es como la personalidad de los cuatro".

### Hablamos después...
Després de moltes hores en el local d'assaig i amb dificultats per a seguir el ritme en el primer any d'universitat, s'anuncia el seu primer àlbum amb la cançó "Morir con flequillo" com a primer senzill. Amb l'alegria que dona el tenir el futur al davant, el tema és la declaració de principis d'una generació que s'ha penjat la guitarra i demana veu i pas.
Sin Rumbo diu "El disc sona al que som, sense floritures", diu una banda en la qual tots parlen, tots componen, tots mostren el mateix atreviment i il·lusió. Sin Rumbo és el reflex d'una nova generació rock que arriba per a prendre el relleu dels consagrats, feliç de començar des de zero.
Amb el seu primer disc Hablamos después... Sin Rumbo van actuar en diverses ciutats com a teloners de El Canto del Loco, arribant a tocar al Palau Sant Jordi.

### El Accidente (EP)
L'any 2011, després de desvincular-se amb el segell discogràfic El Manicomio Records creat per Dani Martín i David Otero de El Canto del Loco, Sin Rumbo editen un Extended Play anomenat El Accidente format per quatre cançons on el primer senzill és "Carreteras de Madrid".

### Forma parte del espectáculo
El 2012 autoediten el seu segon disc anomenat Forma parte del espectáculo, un àlbum amb deu noves cançons pop-rock en castellà. Els senzills extrets del segon àlbum del grup s'anomenen “Todavía no sabes” i "Los mismo, pero distinto".

## Membres
- Sergio Fernández (veu i baix)
- Víctor García (guitarra)
- Pablo Rodríguez-Salinas (guitarra)
- Alejandro Moreno (bateria)

### Antics Membres
- Jaime Vaquero (bateria)

## Discografia

### Àlbums
| Any  | Títol                       | Discogràfica      |
| 2008 | Hablamos Después...         | Manicomio Records |
| 2012 | Forma Parte Del Espectaculo | A New Label       |

### Altres llançaments
| Any  | Títol        | Discogràfica |
| 2011 | El Accidente | A New Label  |

## Sin Rumbo i Les Seves Cançons
A continuació lo que diu Sin Rumbo de cada cançó :
- Noche eléctrica:"Sentir-se especial, sentir-se diferent... Aquesta cançó parla de nosaltres, de la nostra història, de com el grup i el que compartim ens ha fet ser com som i voler dur un estil de vida una mica distint. Parla del que ens ha afectat Sin Rumbo, el fet de tenir una banda en el moment de dirigir la nostra vida".

- Morir con flequillo:

"Joventut, rebel·lia, desencantament, energia, frustració i amor per la vida... Parla d'un personatge en el qual ens podem veure'ns reflectits a l'hora de voler canviar el món i ser conscients que és gairebé impossible. Parla de la sensació de ser jove i estar en un moment clau, reconeixent que per a trobar la teva manera de vida has de perdre't molt".
- A mi alrededor:

"Tracta de com algú s'adona que el món en general està fatal, ple de depressió i egoisme, i ho fa odiant amb totes les seves forces el que fa que el món funcioni malament, adonant-se que ell no és ningú entre tanta misèria".
- Gigante brutal:

"És una història sobre algú que ha triomfat en la seva vida i que aquest mateix èxit, per motius de drogues, incomprensió o pèrdua de noció de la realitat, ha fet que sigui una persona que no sàpiga ni el que vol. Tot vist des del punt de vista d'una segona persona que li vol ajudar, que es necessiten mútuament i ambdós no saben com reaccionar. Un avís pel que ens pugui passar a nosaltres mateixos en el futur...".
- Éxtasis:

"Festa, descontrol, rock and roll, gens de normes... La nostra part menys reflexiva i més boja, més psicodèlica, més en contacte amb la nit i tot el que comporta. Parla del nostre gust per la diversió i la sensació d'estar molt lluny de l'incòmode, del que no ens agrada i que ens ha fet estar malament en altres moments. És com una espècie de revenja del que ens va impedir estar alegres en el seu moment".
- Las chicas tristes vuelven a Madrid:"Madrid, els seus carrers, el que ens fa sentir... Ens sentim molt arrelats a Madrid i per això vam fer una cançó que parlés de la ciutat i de com se li pot arribar a trobar a faltar. Sens dubte, el nostre lloc és Madrid i ho reflectim en la història d'una noia que, després de molt temps, torna a la ciutat i se sent rara per haver estat tant temps sense passejar i contemplar-la".

- Seré feliz:"Inicis, primers intents per compondre, primer contacte amb la música i el públic, la primera cançó. Il·lusió perquè parla de tot el que pensàvem quan ens unim, vam decidir començar aquest somni i el moment en el qual va succeir. En el fons vol dir que ningú pot arribar a ser realment feliç, sempre hi haurà coses que ho impedeixin, però així i tot per inèrcia buscarem el nostre lloc. És la cançó més purament pop que tenim".

- Tirado en el suelo:"Parla del costat fosc de l'amor, de la incomunicació, la incomprensió, voler a algú i no poder demostrar-se'l com t'agradaria, intentar abastar tot per igual quan és impossible. La frustració provocada per tenir una personalitat complicada que et fa ser d'una forma que els quals et volen no entenen".

- Lluvia:"Amor prohibit, políticament incorrecte, somnis difícils d'arribar a, sexe, passió, estar orgullós per no estar entenimentat, sentiments difícils d'assimilar i comprendre.. És la història de dues bojos que s'escapen una nit sense que ho sàpiga ningú i la passen junts esmentes plou".

- Aquella calle:"És el canvi d'una relació a una altra i com aquesta persona, després de passar-lo malament, agafa força i confiança i vol afrontar el futur assumint el que sent i sent responsable amb la nova etapa que té per davant".

- En mitad de una caída:

"És la nostra part més romàntica. La cançó parla de quedar-se en terra de ningú, estar buscant contínuament certa estabilitat i no trobar-la, sentir que el món és massa gran com per a entendre'l i que l'únic remei és caminar i deixar que les teves emocions surtin a la llum".